# Ахимса
Ахи́мса (санскр. अहिंसा, IAST: ahiṃsā, пали avihiṃsā) — древний индийский принцип поведения и образа действий, при которых первым требованием является ненанесение вреда — невреждение, ненасилие. Это ключевая добродетель в индуизме, буддизме и джайнизме.
Слово произошло от санскритского корня hiṃs — «бить», hiṃsā — «наносить вред», «разрушение». С отрицательным префиксом a получаем a-hiṃsā — невреждение.
Ахимса определяется как поведение, ведущее к уменьшению зла в мире, направленное против самого зла (ненависти, страданий), а не против людей, его творящих. Ахимса состоит в отказе от причинения вреда (убийства, насилия) всему живому (людям, животным; в джайнизме — также бережное отношение к растениям) действием, словом и мыслью.
Принцип ахимсы приобрел особую важность в индийской религиозной мысли начиная с середины I тыс. до н. э., когда представители новых направлений: адживики, а затем джайнизма и буддизма, выступили против ведийской практики ритуальных жертвоприношений с закланием животных. К III веку до н. э. концепция ахимсы занимает настолько центральное место в индийской культуре, что царь Ашока в своей попытке унифицировать все конфессии посвятил ей первые два из своих наскальных эдиктов.

## Ахимса в разных религиозных системах
Распространено в виде обета во многих восточных духовных школах, таких как буддизм, джайнизм, индуизм и йога.

### Джайнизм
В джайнизме доктрина и практика ахимсы разработана наиболее глубоко. Для джайнистов это основной обет, из которого вытекают все остальные. Представление о всеобщей одушевленности природы определяет всеохватность принципа ненанесения вреда живому. Ахимса для практикующих выражается не только в диетических ограничениях, таких как строго вегетарианская диета, но и в других формах. Как недопустимое занятие, причиняющее вред живому, может рассматриваться не только рыболовство, но даже и землепашество. Часть наиболее ревностных джайнистов используют специальные повязки на рот для предотвращения случайного попадания туда живых существ, а передвигаются, подметая метёлкой дорожку перед собой, чтобы случайно не наступить на живое существо. Первостепенная важность ахимсы выражается в том, что она рассматривается как основа любых обетов: подверженность страстям видится как насилие (химса) над душой того, кто их испытывает; ахимса становится и критерием истинности любого учения: любая доктрина, допускающая нарушение этого первопринципа по любой причине, объявляется «учением недостойных».

### Буддизм
Буддизм способствовал нравственному развитию индийского общества. Именно буддизм (и другая религия шраманского происхождения — джайнизм) впервые провозгласили принцип ахимсы — ненасилия и непричинения вреда живым существам, усвоенный позднее индуизмом. Эту заслугу буддизма признала и индуистская брахманская ортодоксия: обожествив Будду в качестве девятого аватара (воплощения) бога Вишну, брахманы определили его миссию как проповедь сострадания к живым существам и запрет ритуальной практики принесения в жертву животных.
В «Чунда-сутте» (АН 10.176) перечислены 10 основных негативных карм (неблагих действий, от которых следует воздерживаться). Первая негативная карма: уничтожение жизни, жестокость, кровожадность, насилие, побои, беспощадность к живым существам.
Ахимса является первым из предписаний в системе нравственных правил буддизма (панча-шила) и входит в систему восмеричного пути (правильные намерения, правильная речь, правильные поступки, правильный образ жизни). Поздние индо-буддийские мыслители видели непричинение вреда, как корень других добродетелей — негневливости (адвеша), милосердия, любви (майтри). В буддизме махаяны через ахимсу осуществляется практика сострадания (каруна). Тхеравада выводит из принципа непричинения вреда живому запрет на самоубийство и самопожертвование, в то время как в других течениях они не считаются нарушением ахимсы. Буддизм в целом не абсолютизирует ахимсу, ставя стремление соблюдать дух принципа выше буквального ему следования, и признавая, что полностью воздержаться от причинения вреда в несовершенном мире невозможно.
«Все трепещут перед жестокостью, все боятся смерти. Сравнивая себя с другими, не следует ни убивать, ни понуждать к убийству.» (Дхаммапада, 129)
«Тот, кто, желая счастья для себя, с жестокостью наносит вред существам, что также желают счастья, не обретает счастья после смерти.» (Дхаммапада, 131)

### Индуизм
Принцип ахимсы был сформулирован в таких древних текстах индуизма, как «Чхандогья-упанишада» (начало I тыс. до н. э.), но важность этой добродетели возросла из-за позднейшего влияния буддизма и джайнизма. Признание важности ахимсы привело к отказу от жертвоприношений животных, принятых в раннем (ведийском) индуизме, и в распространении среди индийцев вегетарианства.
В «Йога-Сутрах» Патанджали в главе II «Садхана-пада» в сутре 30 перечислены пять ям (моральных заповедей). Первой ямой там названа ахимса — любовь, безвредность, неубийство, ненасилие. Она означает отсутствие неприязни, враждебности и желания нанесения вреда. Духовному последователю под ахимсой следует понимать отсутствие любого вредного намерения, каким бы оно ни было (из комментария к сутре 35). Человек, практикующий ахимсу, не только не должен сам причинять вред другим, но также не должен быть косвенной причиной вреда и не должен побуждать другого на совершение вреда. Ахимса рассматривается как любовь ко всему существующему, и практикуется на трёх уровнях:
- в поступках: заключается в безусловном беззлобном отношении ко всем живым существам во все времена и в любых ситуациях,
- в словах: воздержание от сплетен,
- в мыслях: воздержание от дурных или осуждающих мыслей.

### Христианство
В христианстве ахимсе соответствуют заповеди «Не убий» и «Возлюби ближнего твоего, как самого себя», а также одна из заповедей блаженства: «Блаженны милостивые, ибо они помилованы будут».

## Сиддхи, обретаемые исполнением ахимсы
Совершенный в ахимсе обладает следующим сиддхи: в его присутствии прекращаются все ссоры и споры, воцаряются мир и спокойствие.

## Ахимса в практике Махатмы Ганди
Махатма Ганди, добившийся освобождения Индии от власти Британской империи без единого выстрела, известен как величайший практик принципа ахимсы. Результатом серии кампаний гражданского сопротивления стало мирное возвращение независимости Индии, ставшее величайшим достижением политических активистов, вероятно, за всю историю.
Ахимса — основа для поисков истины. Поиски эти тщетны, если они не строятся на ахимсе. Все мы из одного теста сделаны, все мы дети одного Творца, и божественные силы в нас безграничны. Третировать человеческое существо — значит третировать эти божественные силы и тем самым причинять зло не только этому существу, но и всему миру. Для меня всегда было загадкой, как могут люди считать для себя почётным унижение ближнего.
— «Моя Жизнь» (Ч. 4, гл. IX)